# Paraphasmophaga
Paraphasmophaga är ett släkte av tvåvingar. Paraphasmophaga ingår i familjen parasitflugor.
Kladogram enligt Catalogue of Life:
| Paraphasmophaga | \| \| Paraphasmophaga clavis \| \| \| \| \| \| Paraphasmophaga dissita \| \| \| \| |
|                 | \| \| Paraphasmophaga clavis \| \| \| \| \| \| Paraphasmophaga dissita \| \| \| \| |
|                 | Paraphasmophaga clavis                                                             |
|                 |                                                                                    |
|                 | Paraphasmophaga dissita                                                            |
|                 |                                                                                    |